# Bear Brook (afluente del río Suncook)
Bear Brook es un arroyo de 10 millas de largo (16.1 ) ubicado en Nuevo Hampshire en los Estados Unidos.  Es afluente  del río Suncook, parte de la cuenca hidrográfica del Río Merrimack (y por lo tanto del Golfo de Maine). Todo su recorrido se encuentra dentro del Parque Estatal Bear Brook.